# Fraktionelle Harnstoffexkretion
Die fraktionelle Harnstoffexkretion (FEUrea) ist ein Kennwert der Nierenfunktion und gibt an, welcher Anteil des glomerulär filtrierten Harnstoffs tatsächlich zur Ausscheidung gelangt.

{\displaystyle FE_{Urea}={U_{Urea}\times P_{Krea} \over P_{Urea}\times U_{Krea}}}

UUrea: Harn-Harnstoff
PUrea: Plasma-Harnstoff
UKrea: Harn-Kreatinin
PKrea: Plasma-Kreatinin

Verwendung im Rahmen der Differentialdiagnose des akuten Nierenversagens, insbesondere nach der Verwendung von Diuretika, da dies die Verwertbarkeit der fraktionellen Natriumexkretion beeinträchtigt:
| FEUrea < 35 %: | prärenales Nierenversagen (Retention von Harnstoff)                     |
| FEUrea > 35 %: | renales Nierenversagen (verminderte Konzentrierungsfähigkeit der Niere) |